# 晋能控股集团
晋能控股集团有限公司，前身大同煤礦集團有限公司。大同煤礦集團有限公司，簡稱同煤集团；晋能控股集團有限公司，簡稱晋能控股，是中華人民共和國的一家主要经营煤礦产业的國有企業。公司總部位於中國煤炭重地山西省大同市。煤礦跨越大同、朔州、忻州三市，擁有煤田面積6157平方公里，總儲量600億噸。

## 现营
煤炭开采、人工智能、光伏发电、风力发电、燃煤发电、煤机装备制造。

## 历史

原大同煤礦集團識別標誌

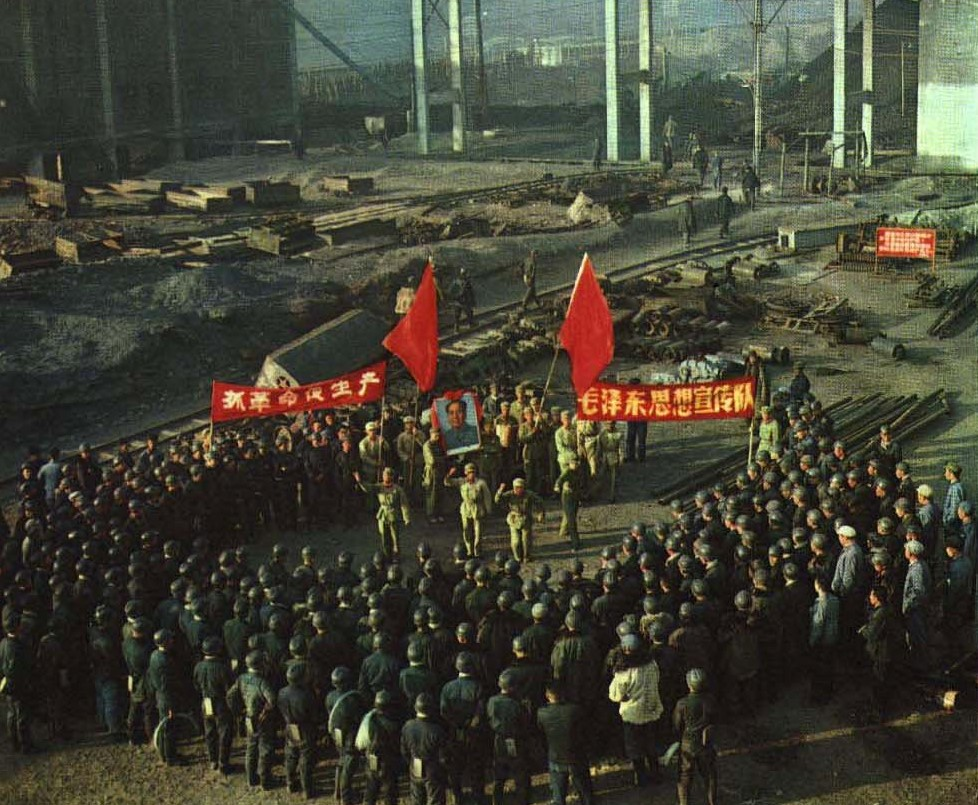
1967年的大同煤矿

大同煤礦集團公司的前身是大同礦務局，成立於1949年8月30日。为煤炭工业部直属的94个统配矿务局、山西八大矿务局之一。以大同、宁武、河东三大煤田资源为基础，主要矿区为大同、朔南、轩岗、保德四大矿区，跨越大同、朔州、忻州三市。 
2000年7月，公司改制成大同煤礦集團有限責任公司。简称“同煤集团”。
2003年12月，山西省煤炭企業進行重組，成立了新的大同煤礦集團有限責任公司。
2005年12月实施债转股后，由七家股東共同出資經營。初步形成了地跨大同、朔州、忻州三市、39个县、区，拥有煤田面积6157平方公里，总储量892亿吨，总资产405亿元，47对矿井，70万职工家属，年产运能力上亿吨的特大型煤炭企业集团。
2021年6月28日，山西省国资运营公司召开涉煤企业专业化重组签约会议，晋能控股、山西焦煤、潞安化工、华阳新材四户企业签订有关协议，标志着省属国企战略重组全面落地突破了关键瓶颈。
2021年8月2日，已改名為晉能控股集團被美國財富雜誌所刊發，2021年度全球500強企業，排名為138位，以675.348億美元營業額，利潤為820萬美元，資產為1574.976億美元，總合計股東權益為129.378億美元，股東權益收益率為0.1%，淨資產收益率和營業額收益率則因資料不足而未能按照披露，被認為是控股公司，原名大同煤礦集團，2020年10月10日收購山西晉城無煙煤礦業集團（現改名為晉能控股裝備製造集團，2019年，當時排名為第500位）和晉能集團（現改名為晉能控股電力集團）後改用現名，大同煤礦集團成為其子公司（政府持股50%股權或以上）

## 增子坊煤矿2023年“10·4”一般机电事故
2023年10月4日20时43分左右，大同煤矿集团铁峰煤业有限公司增子坊煤矿5101综放工作面发生一起机电事故，造成1人遇难。

经调查认定，本次事故是一起生产安全责任事故。事故发生的直接原因是，作业人员背着油桶违章坐在前部刮板输送机挡煤板休息时，人员和油桶共同跌落至运行中的前部刮板输送机溜槽内，人员经转载机转运至破碎机内，被挤压致死。

## 马脊梁矿“1·14”一般机电事故
2024年1月14日22时28分，晋能控股煤业集团有限公司马脊梁矿井下石炭系3#煤层二盘区8202综采工作面发生一起一般机电事故，造成1人遇难、1人重伤。

调查认定，马脊梁矿拒不执行监管监察指令，违法在矿井界外布置8202综采工作面非法组织开采，在明知存在风险，且未采取防倒措施、未设置安全警戒的情况下，组织人员冒险作业，造成门式支架失稳倾倒导致事故。

## 連結
- 晉能控股集團有限公司 （页面存档备份，存于）